# عمر بهمن
عمر بهمن (10 يونيو 1922 - 23 أبريل 2009) سياسي بوسني سابق وأحد المقربين من علي عزت بيغوفيتش أول رئيس للبوسنة والهرسك وأحد مؤسسي حزب العمل الديمقراطي.

## السجن
في أبريل عام 1983 حُوكم عمر بهمن واثنا عشر ناشطاً آخر من البوسنيين (منهم علي عزت بيغوفيتش ومليكا صالح وإديم بيشاكتش ومصطفى سباهيتش وحسن سينجيتش) أمام محكمة سراييفو بتهم مختلفة تتمثل بنشاطات ودعايات عدائية وقد تمت إدانة كل من تمت محاكمتهم وحُكم عليه بالسجن لمدة اثني عشر عاما.
وقد انتقدت منظمات حقوق الإنسان الغربية هذا الحكم بشدة، بما في ذلك منظمة العفو الدولية وهيومن رايتس ووتش، اللتان زعمتا أن القضية تستند إلى الدعاية الشيوعية، وأن المتهمين لم يُتهموا لاستخدام العنف أو الدعوة إليه. ومع تعثر الحكم الشيوعي في عام 1988، تم العفو عنه وأفرج عنه بعد ما يقرب من خمس سنوات من السجن.